# St. Franziskus (Neheim)

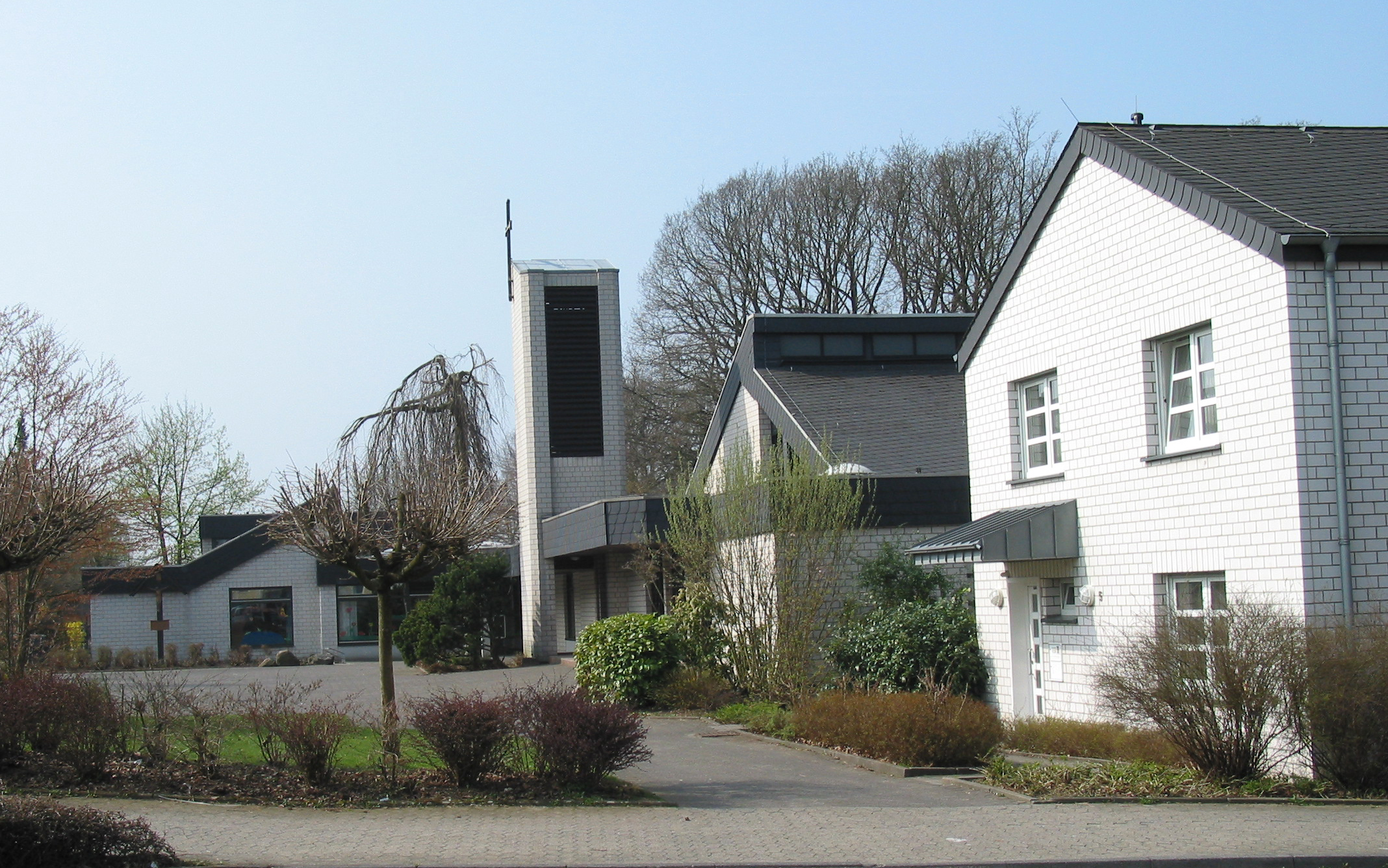
Die St. Franziskus-Kirche mit Franz-Stock-Kindergarten und Pfarrhaus

Die St.-Franziskus-Kirche befindet sich im Ortsteil Neheim der Stadt Arnsberg im Hochsauerlandkreis.
St. Franziskus ist eine nach dem Heiligen Franz von Assisi benannte römisch-katholische Kirche. Die Kirche bildet eine Einheit mit dem Gemeindezentrum Franz Stock und dem Pfarrhaus. Unter Leitung des Architekten Hubert Ossenberg wurde 1978 zunächst der Kindergarten gebaut. Der erste Spatenstich für die Kirche erfolgte 1981. Sie wurde am 28. Mai 1983 von Weihbischof Hans Leo Drewes konsekriert.
1983 gab es den Wunsch das Patronat der neuen Kirche Franz Stock zu übertragen. Da er kirchenrechtlich nicht als Seliger anerkannt ist, war dies nicht möglich. Durch die Mitgliedschaft Franz Stocks in der Jugendbewegung „Compagnons de Saint Francois“, wurde Franz von Assisi der Patron der Kirche. Im Reliquiengrab des Altares befinden sich Überreste eines Zeitgenossen von Franz Stock, des heiligen Maximilian Kolbe. Eines Franziskanerminoriten, der im Konzentrationslager Auschwitz sein Leben für einen Familienvater gab.

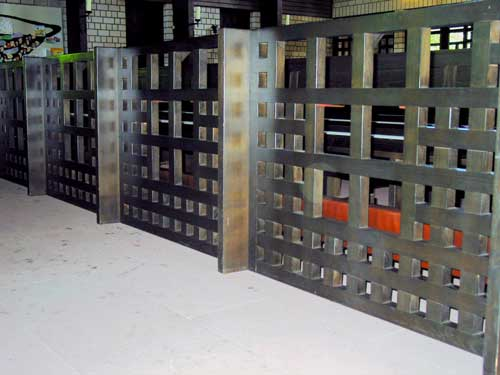
Bei der Gestaltung der Kirchenbänke wurde in Erinnerung an Franz Stock die Idee der Gefängnisgitter, die zu Kreuzen werden, aufgenommen.
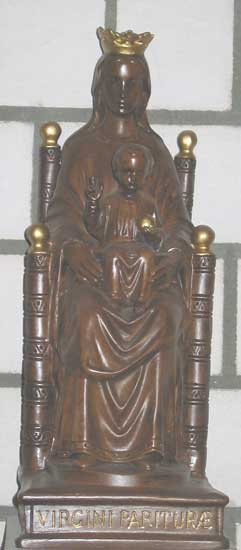
Nachbildung der Chartres Madonna.

An den Bänken und Türen in der Kirche sind Kreuze erkennbar die an das Wirken von Franz Stock erinnern sollen und wie Gefängnisgitter aussehen. Diese Struktur findet sich auch im Sichtmauerwerk sowie in den gitterartig gefertigten Kirchenfenstern und Türen. Seit 2015 befindet sich in der Kirche ein neuer Kreuzweg, dessen Vorlage in der Kapelle des sogenannten Stacheldrahtseminars von Lothar Zenetti gemalt wurde.
Die Brüder Michael und Christof Winkelmann entwarfen und fertigten alle liturgischen Leuchter und schufen aus roten Mainsandstein die liturgischen Prinzipalstücke: Altar, Ambo und Taufbecken. Als Material für den Tabernakel wurde Kupfer gewählt. Die quadratische Form des Sakramentenhauses öffnet sich nach oben und endet ein einer von je zwei Kupferstangen gehaltenen transparenten Pinienkrone. Sie Seitenflächen bieten Raum für Darstellungen zum Thema „Gottes Menschengüte“. Auch hier wird Franz Stock dargestellt: Der Priester steht Gefangenen in ihrer Todesstunde auf dem Mont Valérien bei Paris bei.

## Pfarrgemeinde
Die Anfänge der Pfarrei St. Franziskus reichen bis ins Jahr 1953 zurück, als die Neheimer Gemeinde St. Michael für das Neubaugebiet Müggenberg und später zusätzlich Rusch eine Kirche plante. Keimzellen der neuen Gemeinde waren erst Familiengruppen, die sich ab Beginn der 70er Jahre entwickelten und den Bau des Gemeindezentrums mit Kindergarten anstießen. Ab Ende 1974 fanden zudem schon Gottesdienste in der angrenzenden Grundschule statt. Am 1. Februar 1997 wurde die St.-Franziskus-Gemeinde unabhängig von der Mutter-Pfarrei St. Michael. Seit dem 1. Januar 2013 gehört die Kirche zur neu gegründeten Pfarrgemeinde St. Johannes Bapt. Neheim und Voßwinkel.

## Quelle
- St.-Franziskus-Kirche und Franz-Stock-Zentrum – ein kleiner Kirchenführer. Herausgeber: Pfarrgemeinde St. Franziskus Neheim